# Bolbitis changjiangensis
Bolbitis changjiangensis là một loài thực vật có mạch trong họ Lomariopsidaceae. Loài này được F.G.Wang & F.W.Xing mô tả khoa học đầu tiên năm 2008.